# Катастрофа L-049 под Чикаго
Катастрофа L-049 под Чикаго — крупная авиационная катастрофа пассажирского самолёта Lockheed L-049 Constellation авиакомпании Trans World Airlines (TWA), произошедшая в ночь на пятницу 1 сентября 1961 года близ Чикаго. Авиалайнер должен был выполнять пассажирский рейс в Лас-Вегас, но примерно через минуту после взлёта рухнул в нескольких милях от аэропорта Мидуэй и разрушился, при этом погибли 78 человек. На то время это была крупнейшая авиакатастрофа в штате Иллинойс.

## Самолёт
Lockheed L-049 Constellation борт N86511 (заводской номер 2035) был выпущен в 1945 году и 18 декабря поступил в американскую авиакомпанию Transcontinental & Western Air (TWA, в 1950 году переименована в Trans World Airlines). Во флоте авиакомпании числился под номером 555. За период эксплуатации прошёл два капитальных ремонта, последний из которых проводился весной 1951 года на Lockheed Aircraft Corporation. Последний основной ремонт проводился в ноябре 1960 года. Последнюю плановую проверку авиалайнер проходил 7 августа 1961 года. Общая наработка борта N86511 на момент происшествия составляла 43 112 часов, в том числе 33 000 часов от последнего капитального ремонта (весна 1951 года).

## Экипаж
Экипаж самолёта при вылете из Чикаго состоял из двух пилотов, бортинженера и двух стюардесс:
- Командир воздушного судна — 40-летний Джеймс Х. Сандерс (англ. James H. Sanders). В авиакомпании TWA с 30 августа 1945 года, в должности командира с 18 июня 1954 года. Имел квалификацию пилота самолётов Douglas DC-3, Martin 202/404 и Lockheed Constellation. Общий налёт составлял 17 011 часов, в том числе 12 633 часа на Lockheed Constellation. Перед роковым полётом отдыхал 19 часов.
- Второй пилот — 31-летний Дейл Таррант (англ. Dale Tarrant). В авиакомпании TWA с 5 декабря 1955 года. Общий налёт составлял 5344,43 часа, в том числе 1975 часов на Lockheed Constellation. Перед роковым полётом отдыхал 19 часов 14 минут.
- Бортинженер — 38-летний Джеймс С. Ньюлин (англ. James C. Newlin). В авиакомпании TWA с 21 мая 1951 года, в должности бортинженера с 18 июня 1954 года. Общий налёт в должности бортинженера составлял 5816,54 часов. Перед роковым полётом отдыхал 19 часов 14 минут.
- Стюардесса — Барбара Джейн Пирсон (англ. Barbara Jane Pearson).
- Стюардесса — Нэнетт Г. Фидгер (англ. Nanette G. Fidger).

## Катастрофа

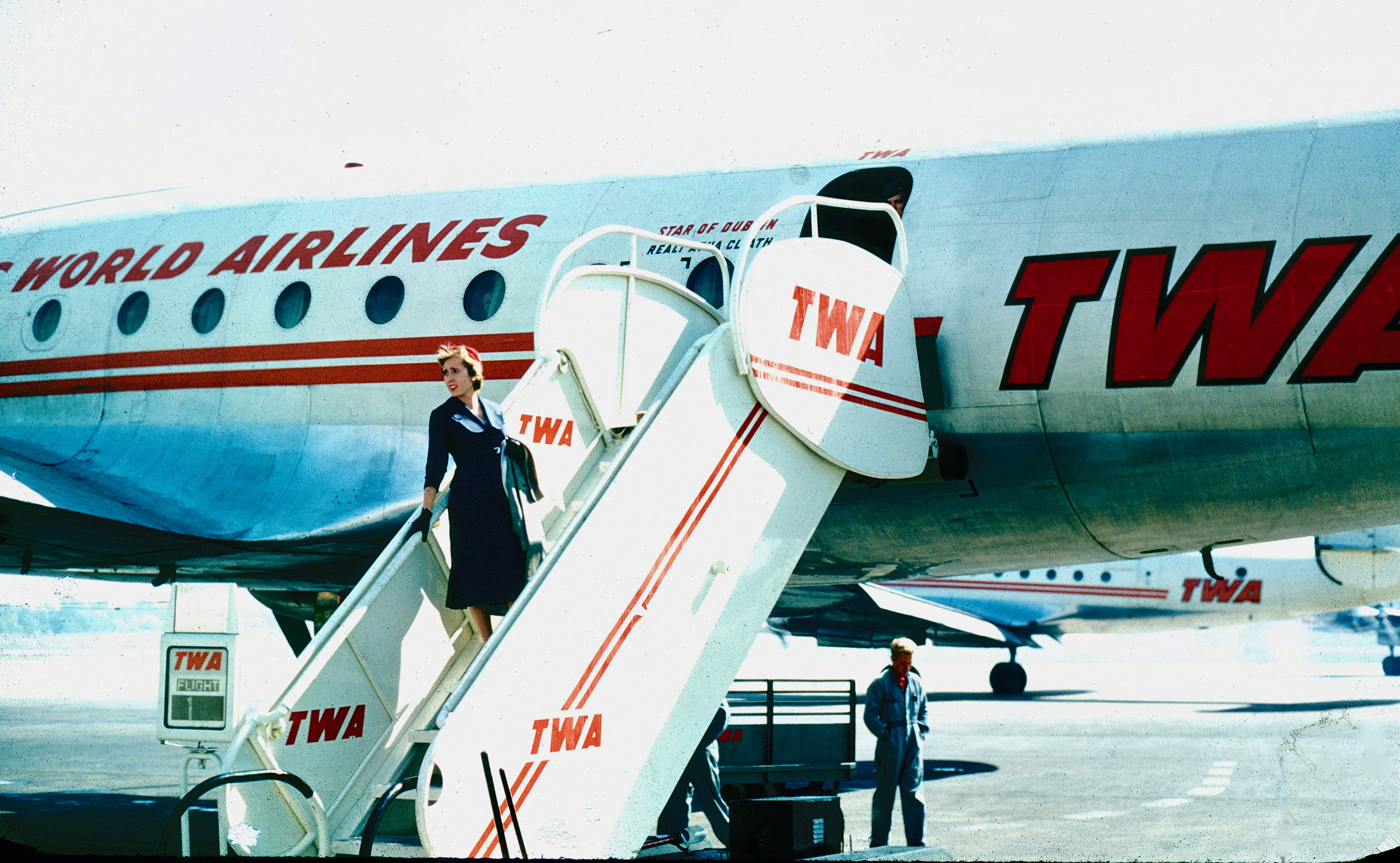

Самолёт выполнял регулярный пассажирский рейс TW-529 (TWA529) по маршруту Бостон — Нью-Йорк — Питтсбург — Чикаго — Лас-Вегас — Лос-Анджелес — Сан-Франциско. Перед вылетом из Бостона в числе замечаний по авиалайнеру имелись неработающий белый огонь в хвостовом конусе и утечка топлива через клапан № 3 отстойника основного топливного бака. Но оба эти замечания были устранены за время стоянки в Бостоне. Также на предыдущем рейсе было обнаружено, что не работает система охлаждения салона при наземном обслуживании. Ремонт этой системы в Бостоне мог привести к задержке вылета, но было решено, что эта неисправность не представляет опасности, а потому самолёт был допущен к полёту. В этом случае для предупреждения перегрева воздуха в самолёте при высоте полёта менее 6000 футов (1800 м) наддув давления в салоне отключали. Так рейс 529 постепенно без отклонений долетел до Чикаго и ночью в 01:18 приземлился в аэропорту Мидуэй.
В Чикаго произошла смена экипажа, при этом сдающий экипаж рассказал новому о неисправностях на борту, уточнив, что авиалайнер пригоден для полётов. Также самолёт был дозаправлен, в результате чего общий запас топлива составлял 3240 галлонов. Взлётная масса борта N86511 была определена как 94 794 фунта (42 998 кг) при максимальной допустимой 96 000 фунтов (44 000 кг). Центровка также не выходила за пределы допустимого. Согласно плану полёта, после вылета из Чикаго рейс 529 должен был следовать по воздушному коридору «8» до Акрона, далее по коридору «1512» до Креммлинга, после по коридору «1522» до Мормона, а от него уже по коридору «8-северный» на Лас-Вегас. Расчётная продолжительность полёта составляла 6 часов 23 минуты при истинной путевой скорости 223 узла. В небе над аэропортом в это время стояла переменная высокая облачность с нижней границей 10 000 футов (3000 м), дымка, туман, видимость 3 мили, ветер южный 8 узлов.
После посадки пассажиров борт N86511 отъехал от перрона, при этом агент авиакомпании TWA видел командира Сандерса, сидевшего в кабине в левом кресле. В процессе запуска двигателей экипаж получил от диспетчера следующее разрешение на полёт: разрешается в аэропорт Лас-Вегас по «Виктор 6» до Нейпервилла, далее по «Виктор 8» по плану; высота 5000 футов (1500 м). Экипаж подтвердил получение информации. В 02:00 с 73 пассажирами и 5 членами экипажа на борту рейс 529 взлетел с полосы «22 левая» аэропорта Мидуэй, после чего выполнил правый поворот на линию маршрута.

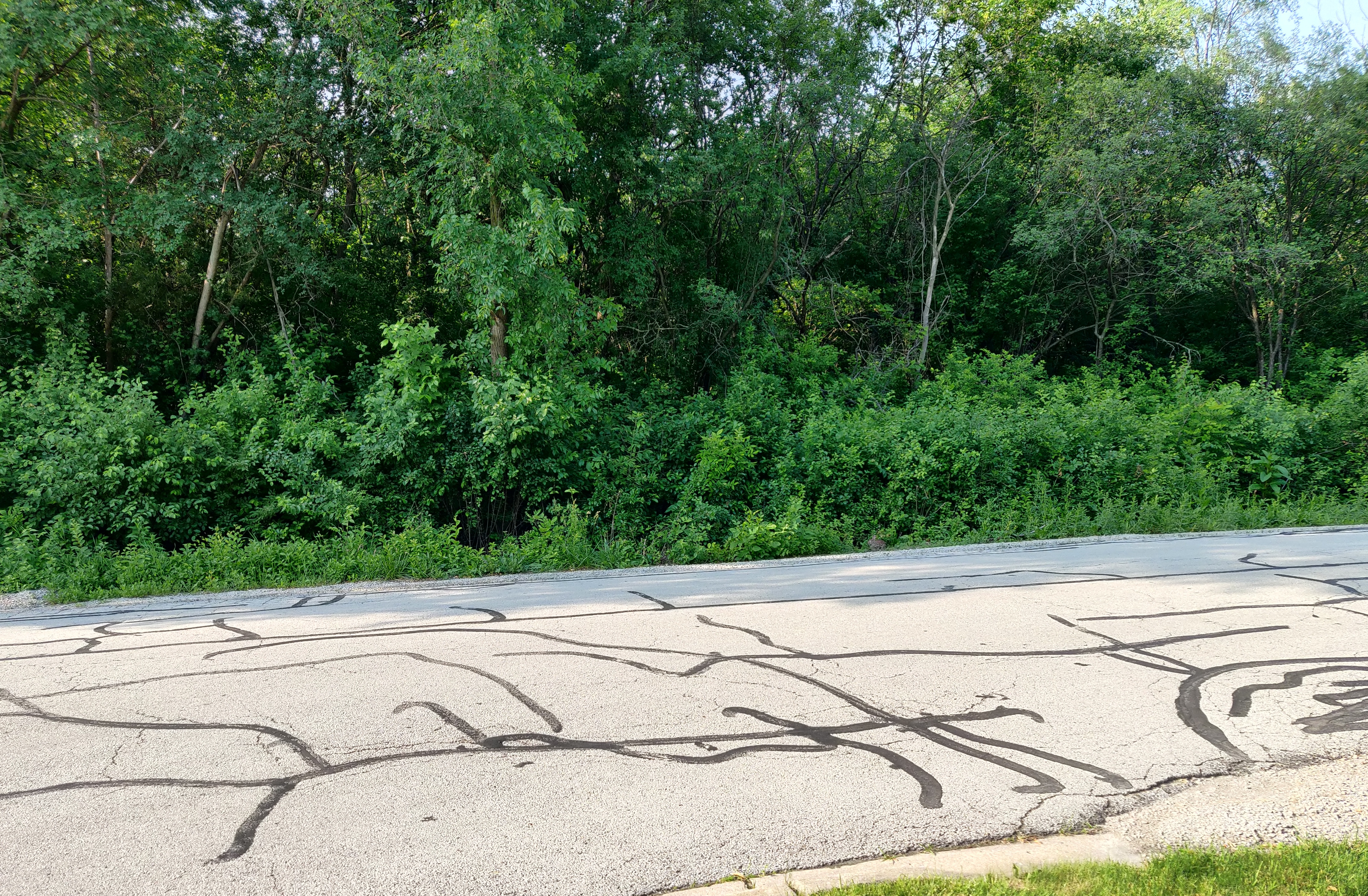
Место катастрофы (фото 2022 года)

Через 1 минуту 34 секунды после взлёта борта N86511 был установлен радиолокационный контакт и подтверждена отметка самолёта на экране радиолокатора; при этом авиалайнер ещё продолжал выполнять правый поворот. В 02:04 рейс 529 находился в пяти милях к западу от аэропорта вылета, когда диспетчер дал разрешение на взлёт с полосы «22 левая» рейсу 105 авиакомпании Northwest Airlines, что тот сразу подтвердил. Затем вдруг диспетчер увидел, как к западу от аэропорта в темноте появилась вспышка, а затем спросил экипаж самолёта Northwest Airlines, наблюдал ли он эту вспышку. С рейса 105 ответили, что тоже видели огненную вспышку и пролетят над этим местом. О вспышке доложил и экипаж прибывающего в Мидуэй грузового рейса 805 компании American Airlines. Вскоре с рейса 105 доложили, что в 9 милях к западу от аэропорта Мидуэй наблюдают огонь на земле. Затем диспетчер заметил, что рейс 529 исчез с радиолокатора. Так было определено, что наблюдаемая вспышка была катастрофой борта N86511.
Несколько очевидцев наблюдали рейс 529 в паре миль от происшествия, который выполнял нормальный взлёт. Очевидец в миле от места происшествия наблюдал самолёт, летящий на низкой высоте в северном направлении. Остальные свидетели путались относительно описания самолёта в районе происшествия и нельзя точно утверждать, что они наблюдали именно борт N86511. Момента, когда лайнер врезался в землю, никто не наблюдал. Согласно результатам изучения обломков, летящий с убранными шасси в северном направлении «Локхид» с небольшим левым креном врезался в открытое поле близ населённого пункта Хинсдейл (округ Ду-Пейдж), при этом образовав на земле пять углублений (от 4 двигателей и фюзеляжа), разрушился и сгорел. Все 78 человек на борту погибли. На то время это была крупнейшая авиационная катастрофа в штате Иллинойс и с участием самолёта Lockheed L-049 Constellation. В настоящее время (2015 год) занимает второе место по обеим категориям (после катастрофы DC-10 в 1979 году и катастрофы на озере Тахо в 1964 году соответственно). Также на момент событий по числу жертв занимала четвёртое место в стране, в том числе второе место среди катастроф с участием одного самолёта (после катастрофы военного C-124 в 1952 году).

## Расследование

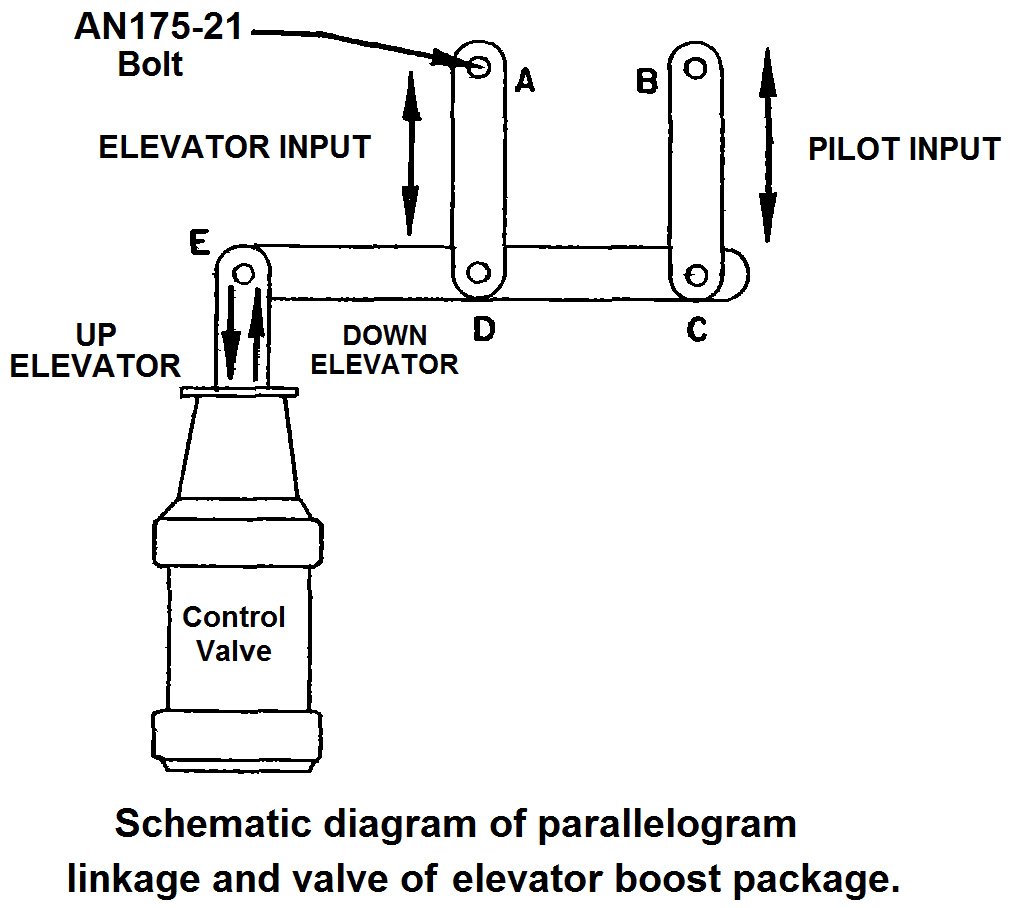
Параллелограммный механизм распределительного клапана руля высоты. Показано место крепления пропавшего болта.

Изучая обломки самолёта, комиссия постепенно делала выводы, что никаких взрывов, пожаров или разрушения конструкции на борту до столкновения с землёй не было, а навигационное оборудование, силовые установки и электрические системы в целом функционировали нормально. Но затем комиссия начала изучать самую заднюю часть фюзеляжа, где обнаружила, что в повышающем параллелограммном механизме, соединяющем идущие из кабины тяги управления рулём высоты с распределительным клапаном системы руля высоты, пропал сталеникелевый болт AN-175-21 диаметром 5/16 дюйма. Были обследованы все обломки в районе падения и даже просеяна земля, но болт так и не был найден.
Согласно истории самолёта, в январе 1958 года была замена руля высоты из-за плохой обшивки, при этом также были заменены и распределительные клапаны. В ходе последнего основного ремонта, проводившегося в ноябре 1960 года, система распределительных клапанов также была заменена, при этом требовалась разборка параллелограммного механизма с рассоединением нескольких болтов, включая и AN-175-21. В ходе периодической проверки от 7 августа 1961 года, то есть за 25 дней до происшествия, проводился визуальный осмотр параллелограммного механизма и замечаний по нему не было.
Дальнейший анализ обломков показал, что именно отсутствие болта AN-175-21 стало непосредственной причиной происшествия. Отделение болта, возможно, произошло уже в роковом полёте из-за самоотвинчивания гайки, так как последняя не была закреплена надлежащим образом при выполнении основного ремонта в 1960 году. В результате экипаж потерял управление рулём высоты, который, опустившись полностью вниз, перевёл самолёт в крутое пикирование. Также из-за возникших перегрузок отделился и правый вертикальный стабилизатор.

## Причины
Согласно заключению комиссии Совета по гражданской авиации, причиной катастрофы стало выпадание болта AN-175-21, что привело к рассоединению тяги управления с параллелограммным механизмом распределительного клапана руля высоты, в результате чего авиалайнер вышел из-под контроля экипажа.

### Комментарии
1. ↑  Здесь и далее по умолчанию указано Центральноамериканское летнее время (CDT).